# Severn Beach
Severn Beach – wieś w Anglii, w hrabstwie ceremonialnym Gloucestershire, w dystrykcie (unitary authority) South Gloucestershire. Leży 13 km od miasta Bristol i 175 km od Londynu. W 2001 miejscowość liczyła 2030 mieszkańców.
Wieś posiada stację kolejową na linii Severn Beach Line, 12 km od stacji Bristol Temple Meads. Jest stacją końcową linii.